# Calendario lunare

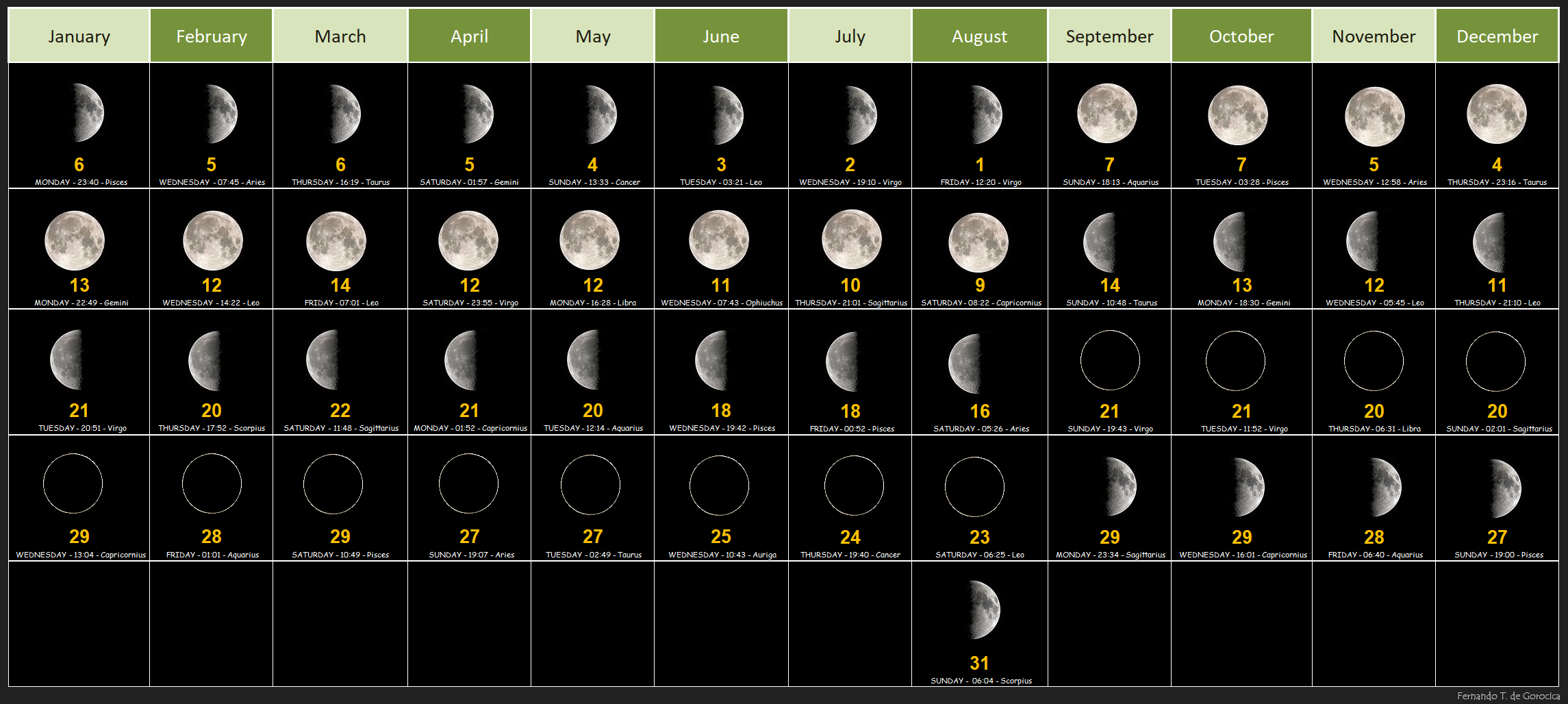
Calendario lunare

Un calendario lunare è un calendario basato esclusivamente sulle fasi lunari. Dato che dodici lunazioni durano 354 o 355 giorni circa, l'anno lunare ha durata inferiore all'anno solare. Quando, invece, il calendario contiene accorgimenti per conservare una sincronizzazione approssimativa con le stagioni e cioè con l'anno solare il calendario si dice lunisolare.

## Il calendario lunare islamico
L'unico calendario lunare largamente utilizzato anche oggi è il calendario islamico, chiamato "Hijri". Il suo anno lunare è sempre composto da 12 mesi, la cui durata è di 30 o di 29 giorni, per un totale normalmente di 354 giorni. Il mese si considera terminato non appena diventa visibile la nuova luna e perciò teoricamente i mesi di 30 e di 29 giorni dovrebbero alternarsi. Dato che il mese sinodico medio è leggermente superiore a 29,5 giorni, per ottenere una perfetta sincronizzazione dei noviluni con i primi giorni dei mesi occorre aggiungere ogni tanto un giorno in più all'ultimo mese di Dhu l-Hijja, che di solito ha 29 giorni. In questo caso l'anno lunare dura 355 giorni. Ciò si verifica 12 volte entro un ciclo di 33 anni.
In pratica il capodanno islamico anticipa ogni anno di undici giorni rispetto al calendario solare, o di dieci se l'anno lunare è di 355 giorni e quello solare non è bisestile. Occorrono 33 o 34 anni lunari perché il capodanno islamico si ripresenti circa nella stessa data del calendario solare, che nel frattempo, però, avrà contato solo 32 o 33 anni.

## I calendari lunisolari
Fin dall'antichità molte popolazioni, fra cui i babilonesi, gli indù e i cinesi, presero come riferimento il moto della Luna per misurare il trascorrere del tempo; la maggior parte di questi calendari, però, è di tipo luni-solare per evitare che le festività associate ai raccolti agricoli si allontanino dalla corretta stagione.
Un calendario luni-solare europeo è quello celtico detto calendario di Coligny. Il calendario di Coligny contiene la rappresentazione di una sequenza di cinque anni lunari completi, ciascuno composto da 12 mesi alternativamente lunghi 29 o 30 giorni, più 2 mesi supplementari, ritenuti essere mesi intercalari introdotti per rendere lunisolare il calendario.
Un celebre calendario luni-solare è il calendario cinese, usato anticamente dallo stesso Impero non solo per dettare i tempi, ma anche per l'oroscopo. Anche il calendario ebraico (simile al calendario cinese) è luni-solare e pareggia la durata con l'aggiunta di un mese intercalare, detto embolismico
Anche il calendario ecclesiastico, tuttora usato dalla Chiesa cattolica per determinare la data della Pasqua, è di tipo lunisolare. Come altri calendari esso si basa sul moto medio della Luna, calcolando le fasi ipotetiche di una "finta luna", detta anche "luna ecclesiastica", poiché non tiene conto delle irregolarità del moto lunare, semplificando così il calcolo.

## Interesse per il calendario lunare nelle tradizioni agricole
Benché il mondo occidentale utilizzi il calendario solare da almeno duemila anni, molti calendari hanno continuato a riportare l'indicazione delle fasi lunari, almeno sino a pochi anni fa. Un utilizzo nostrano dei cicli lunari è presente nell'agricoltura, ed in particolare nella viticoltura, i cui vari processi sono tradizionalmente regolati secondo le fasi lunari. Più in generale, secondo la tradizione agricola ogni pianta dovrebbe essere seminata e curata in accordo con le fasi lunari, ma secondo accorgimenti diversi. La fase crescente della Luna stimolerebbe lo sviluppo delle foglie e la crescita verso l'alto, mentre in fase calante si dovrebbero seminare gli ortaggi da bulbo e da radice in modo da favorire la loro crescita verso il basso.